# سیارک ۷۹۹۶
سیارک ۷۹۹۶ (به انگلیسی: 7996 Vedernikov، نامگذاری:1983RX3) هفت هزار و نهصد و نود و ششمین سیارک کشف شده‌است که در ۱ سپتامبر ۱۹۸۳ کشف شد.
قدر مطلق سیارک برابر ۱۲٫۹۰ است.